# Anjaree
Anjaree (tailandès: อัญจารี) va ser una organització de drets LGBT a Tailàndia. Es va formar com a organització lèsbica el 1986 i es va centrar en qüestions com la reforma de les paraules utilitzades per referir-se al desig cap al mateix sexe i la campanya perquè el matrimoni del mateix sexe fos reconegut legalment. Va quedar inactiva cap al 2011.

## Història
Anjaree es va formar originalment el 1986 per un petit grup d'activistes feministes lesbianes, que incloïa Anjana Suvarnananda i Chanthalak Raksayu. L'organització va articular els problemes de lesbianes en el moviment de dones a Tailàndia i la societat en general. Suvarnananda es va inspirar en les seves experiències estudiant als Països Baixos. Els organitzadors d'Anjaree van ser dels primers a organitzar i acollir una Xarxa de lesbianes asiàtiques el 1990, que va guanyar l'atenció internacional, especialment a tota Àsia. Els èxits van incloure l'aturada de les normes discriminatòries de l' Institut Rajabhat sobre la prohibició de la inscripció de les persones transgènere al seu institut durant l'any 1996 i la difusió de la decisió del Ministeri de Salut de no classificar l'homosexualitat com a condició patològica. Aleshores, el grup va quedar inactiu al voltant de 2011.

## Matrimoni entre persones del mateix sexe
Anjaree liderà la campanya pel reconeixement del matrimoni del mateix sexe a Tailàndia i a altres països asiàtics com Taiwan. L'any 2019 es va presentar una impugnació legal al Codi Civil i Mercantil. Anjana Suvarnananda, fundadora d'Anjaree, va comentar a la Fundació Thomson Reuters que si el desafiament fracassava, hi havia "el risc que la noció obsoleta del matrimoni persistís durant un temps".

## Problemes semàntics
Anjaree es va centrar en la terminologia utilitzada per descriure el desig cap a persones del mateix sexe. Els psicòlegs tailandesos havien agrupat persones en grups anomenats "rak-tang-pet" (heterosexual) i "rak-ruam-pet" (homosexual). El " katoey " (transgènere) és una paraula antiga tailandesa, que també s'utilitza per descriure els homes gais, així com les persones transgènere i, per tant, s'utilitza de manera despectiva, ja que suggereix que els homes gais no són homes reals. Per anar més enllà de la categorització tradicional de les dones com a "tom" (butch) o "dee" (femme), les activistes d'Anjaree van promoure una nova categoria d'identitat coneguda com "ying rak ying", que es tradueix simplement com "dones que estimen les dones". Un dels avantatges notables de "ying rak ying" va ser que va encaixar amb els moviments transnacionals LGBT i va ajudar a Anjaree a contestar els discursos locals anti-LGBT.

## Premis
Anjaree va rebre el premi Felipa de Souza l'any 1995 de la Comissió Internacional de Drets Humans de Gais i Lesbianes (ara OutRight Action International).